# Vilmos Apor
Vilmos Apor (Sighișoara, 29 febbraio 1892 – Győr, 2 aprile 1945) è stato vescovo di Győr dal 1941 alla morte.

## Biografia
Vilmos Apor nacque il 29 febbraio 1892 a Sighișoara.
Morì per le ferite da arma da fuoco infertegli dai soldati sovietici per il suo tentativo di proteggere delle giovani donne rifugiate nel palazzo vescovile; è stato dichiarato martire e proclamato beato da papa Giovanni Paolo II nel 1997
Le sue spoglie riposano nella cattedrale di Győr.
Il suo elogio si legge nel Martirologio romano al 2 aprile.

## Genealogia episcopale
La genealogia episcopale è:
- Cardinale Scipione Rebiba
- Cardinale Giulio Antonio Santori
- Cardinale Girolamo Bernerio, O.P.
- Vescovo Claudio Rangoni
- Arcivescovo Wawrzyniec Gembicki
- Arcivescovo Jan Wężyk
- Vescovo Piotr Gembicki
- Vescovo Jan Gembicki
- Vescovo Bonawentura Madaliński
- Vescovo Jan Małachowski
- Arcivescovo Stanisław Szembek
- Vescovo Felicjan Konstanty Szaniawski
- Vescovo Andrzej Stanisław Załuski
- Arcivescovo Adam Ignacy Komorowski
- Arcivescovo Władysław Aleksander Łubieński
- Vescovo Andrzej Stanisław Młodziejowski
- Arcivescovo Kasper Kazimierz Cieciszowski
- Vescovo Franciszek Borgiasz Mackiewicz
- Vescovo Michał Piwnicki
- Arcivescovo Ignacy Ludwik Pawłowski
- Arcivescovo Kazimierz Roch Dmochowski
- Arcivescovo Wacław Żyliński
- Vescovo Aleksander Kazimierz Bereśniewicz
- Arcivescovo Szymon Marcin Kozłowski
- Vescovo Mečislovas Leonardas Paliulionis
- Arcivescovo Bolesław Hieronim Kłopotowski
- Arcivescovo Jerzy Józef Elizeusz Szembek
- Vescovo Stanisław Kazimierz Zdzitowiecki
- Cardinale Aleksander Kakowski
- Papa Pio XI
- Cardinale Jusztinián Serédi, O.S.B.
- Vescovo Vilmos Apor